# Strobilopsidae
Die Strobilopsidae sind eine kleine Familie der Schnecken aus der Unterordnung der Landlungenschnecken (Stylommatophora). Derzeit kennt man etwa 25 Arten der Familie.

## Merkmale
Die Gehäuse der Strobilopsidae sind konisch bis abgeflacht-konisch, wobei der Durchmesser immer größer als die Höhe ist. Es handelt sich um sehr kleine Formen, die nur wenige Millimeter groß werden. Es werden bis etwa sechs Windungen gebildet. Die Mündung kann gerundet oder leicht gewinkelt sein. Die Mündung weist lamellare Zähne auf, die relativ tief in der Mündung sitzen. Der Mündungsrand ist meist umgebogen und verbreitert. Der Nabel ist in der Regel offen, kann jedoch eng oder weit sein. Im zwittrigen Genitalapparat sind Penis und Epiphallus entwickelt. Blindsack (Caecum) und Appendix am Penis meist vorhanden; der Blindsack ist jedoch relativ kurz. Am Stiel der Spermathek kann ein Divertikel vorhanden sein oder auch fehlen. 

## Geographische Verbreitung und Lebensweise
Die Vertreter der Strobilopsidae sind in Südostasien und in Amerika verbreitet. In Amerika reicht das Verbreitungsgebiet von Südostkanada, über die östliche Hälfte der USA, Nordostmexiko, Zentralamerika bis Venezuela und Nordostbrasilien. Weitere Vorkommen sind auf den Westindischen Inseln und den Galapagos-Inseln. Unklar ist die Stellung einer Art von Baja California. In Südostasien reicht das Verbreitungsgebiet von Korea, Japan und China über die Philippinen, Indonesien bis nach Neuguinea. 

## Systematik
Der systematische Umfang der Familie ist umstritten. Manche Autoren rechnen die Spelaeodiscidae als Unterfamilie zu den Strobilopsidae. Dies würde natürlich die geographische Verbreitung stark erweitern.
- Familie Strobilopsidae Pilsbry, 1918
  - Gattung Strobilops Pilsbry, 1892
  - Gattung Coelostrobilops Pilsbry, 1931
  - Gattung Discostrobilops Pilsbry, 1927
  - Gattung Nesostrobilops Pilsbry, 1931
  - Gattung Enteroplax Gude, 1899
  - Gattung Eostrobilops Pilsbry, 1927

## Phylogenie
Die innere Phylogenie der Strobilopsidae ist unbekannt. Dagegen ergab eine erste Verwandtschaftsanalyse (Wade et al., 2006) basierend auf molekularen Daten eine ungelöste Trichotomie von Strobilopsidae, Lauriidae und einem Monophylum bestehend aus Orculidae und Pyramidulidae. Die Datenlage ist allerdings völlig ungenügend; sie beruht lediglich auf vier Taxa.